# Златари (Бакау)
Златари (рум. Zlătari) насеље је у Румунији у округу Бакау у општини Унгурени. Oпштина се налази на надморској висини од 223 m.

## Становништво
Према подацима из 2002. године у насељу је живело 205 становника, од којих су сви румунске националности.